# Ivana Trump

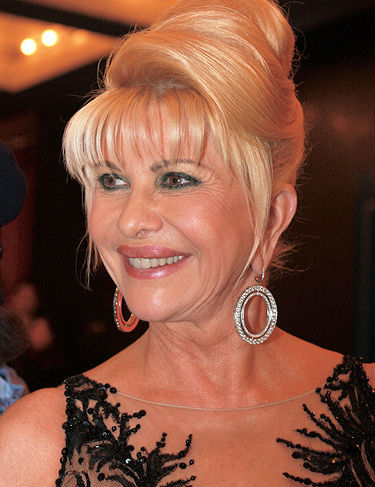
Ivana Trump (2007)

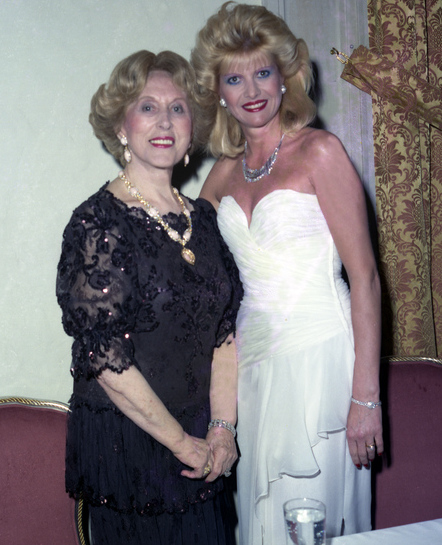
Ivana Trump 1986 mit Estée Lauder

Ivana Marie Trump (* 20. Februar 1949 als Ivana Marie Zelníčková in Gottwaldov, Tschechoslowakei; † 14. Juli 2022 in New York City) war ein US-amerikanisches Model. Von 1977 bis 1990 war sie mit dem Unternehmer und späteren US-Präsidenten Donald Trump verheiratet. Sie war Vizepräsidentin für Innengestaltung der Trump Organization und Autorin mehrerer Bücher.

## Leben
Ivana Zelníčková wurde 1949 als Tochter des Tschechoslowaken Miloš Zelníček (1927–1990) und der Österreicherin Marie Francová (* 1926) geboren. In ihrer Jugend war sie passionierte Skifahrerin, nahm an Wettkämpfen teil und wurde darin von ihrem Vater bestärkt. Ab 1967 führte sie mit ihrem Skifreund Jiří Syrovátka (George Syrovatka) eine Beziehung und lebte mit ihm in Prag, wo sie an der Karls-Universität studierte und ein Diplom in Sportwissenschaften erwarb. Gleichzeitig begann sie als Model zu arbeiten. 
Auf Vermittlung von Syrovátka heiratete sie 1971 seinen österreichischen Skifreund Alfred Winklmayr (* 1946), um eine westliche Staatsbürgerschaft zu erhalten und damit 1972 Syrovátka folgen und nach Montreal in Kanada auswandern zu können. Die Ehe mit Winklmayr wurde 1973 geschieden.
In Kanada wurde sie als Model für verschiedene Unternehmen und Designer bekannt und warb, unter anderem in New York, für die Olympischen Sommerspiele 1976, die in Montreal stattfanden. In der New Yorker Bar Maxwell’s Plum lernte sie 1976 den US-amerikanischen Unternehmer und späteren US-Präsidenten Donald Trump kennen und heiratete ihn 1977. Aus der Ehe gingen die Söhne Donald Jr. (* 1977) und Eric (* 1984) und die Tochter Ivanka (* 1981) hervor.
Während ihrer Ehe mit Trump übernahm sie wichtige Aufgaben in der Trump Organization und arbeitete sieben Jahre lang als leitende Angestellte. Sie war unter anderem Executive Vice President für Innenarchitektur und leitete den Ausbau des Trump Tower mit seinem charakteristischen rosa Marmor. Sie wurde zum CEO des Trump Castle Hotel und Casino in Atlantic City ernannt und wurde später Managerin des Plaza Hotel in Manhattan. Ab 1988 war sie Staatsbürgerin der Vereinigten Staaten.
Im Oktober 1990 starb ihr Vater 63-jährig an einem Herzinfarkt. Laut The Guardian war er ein Informant für den tschechoslowakischen Geheimdienst Státní bezpečnost (StB), der Informationen seiner Tochter weitergab, darunter eine korrekte Vorhersage, George H. W. Bush werde die US-Präsidentschaftswahlen 1988 gewinnen. Trotz ihrer Eheprobleme und der bevorstehenden Scheidung stand Donald Trump bei der Beerdigung ihres Vaters in Zlín im November 1990 an ihrer Seite.
Das Scheidungsverfahren der Trumps erregte weltweite Aufmerksamkeit. Elf Tage hintereinander war die Geschichte auf den Titelseiten der New Yorker Boulevardzeitungen zu finden, und die Geschichte war drei Monate lang Thema der gesamten Berichterstattung der Klatschkolumnistin Liz Smith.
In einer Zeugenaussage im Zusammenhang mit ihrer Scheidung beschuldigte Ivana Trump ihren Mann der Vergewaltigung; in der eidesstattlichen Aussage zur Scheidung gab sie zu Protokoll, 1989 von ihm vergewaltigt worden zu sein (eine Information, die Medien bis zu Trumps Wahl zum Präsidenten im Jahr 2017 stets gemieden hatten). Nachdem sie ihm einen Chirurgen empfohlen hatte, der eine sehr schmerzhafte Haarimplantation durchführte, habe er ihr eine Handvoll Haare ausgerissen und dann gewaltsam mit ihr Geschlechtsverkehr gehabt, worauf sie sich die Nacht über im Schlafzimmer eingeschlossen habe. In Harry Hurt IIIs Buch Lost Tycoon: The Many Lives of Donald J. Trump gab sie an, dass sie sich „vergewaltigt“ gefühlt habe. Später milderte sie ihre Vorwürfe erneut ab; sie habe das Wort „Vergewaltigung“ verwendet, aber wolle nicht, dass „[ihre] Worte wörtlich oder strafrechtlich interpretiert werden“.
Die einvernehmliche Scheidung wurde im Dezember 1990 mit der Begründung grausamer und unmenschlicher Behandlung durch Donald Trump gewährt. Sie musste als Bedingung für die Scheidungsvereinbarung eine Geheimhaltungsvereinbarung unterzeichnen und seine Erlaubnis einholen, bevor sie öffentlich über ihre Ehe sprechen durfte. The New York Times berichtete 1991, dass die Scheidungsvereinbarung 14 Millionen Dollar, eine 45-Zimmer-Villa in Connecticut, ein Apartment im Trump Plaza und die Nutzung von Mar-a-Lago für einen Monat pro Jahr umfasste. 2018 sagte sie in einem Fernsehinterview, sie habe die Anschuldigungen auf Anraten ihrer Anwälte erfunden.
Von 1995 bis 1997 war sie mit dem italienischen Geschäftsmann Riccardo Mazzuchelli (1943–2017) verheiratet. Im April 2008 heiratete sie nach einer sechsjährigen Beziehung den italienischen Dressman Rossano Rubicondi (1972–2021), gab aber bereits Anfang Dezember 2008 die Trennung bekannt. Trump und Rubicondi ließen sich 2009 scheiden; ihre Beziehung dauerte mit Unterbrechungen aber bis 2019 an.
Ivana Trump starb im Juli 2022 im Alter von 73 Jahren in ihrer Wohnung an der Upper East Side nahe dem Central Park in New York an den Folgen eines Treppensturzes. Sie wurde auf dem Gelände des Trump National Golf Club in Bedminster beerdigt. Das 1879 gebaute Haus an der Upper East Side, in dem Ivana Trump ab 1992 gelebt hatte, stellten ihre Kinder im November 2022 zum Verkauf.

## Veröffentlichungen
- For love alone. Pocket Books, New York 1992, ISBN 0-671-79088-9.

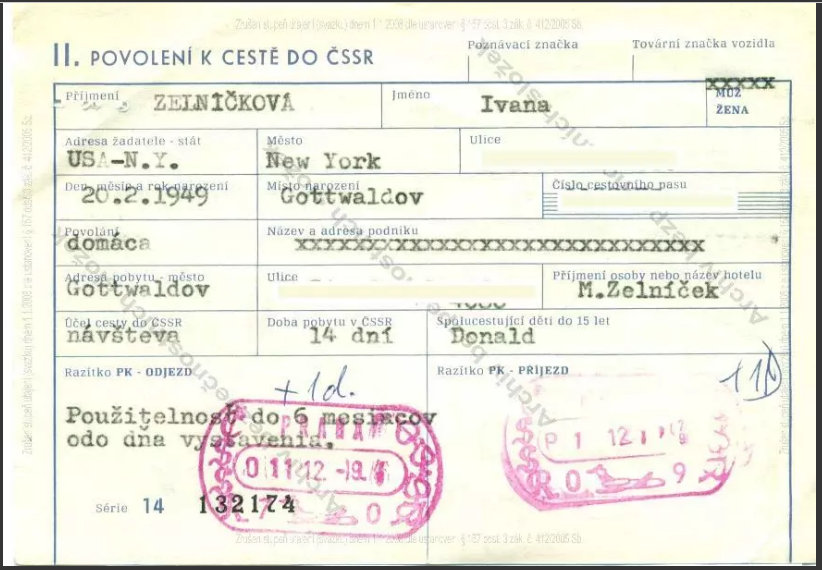
Erlaubnis für Ivana Trump, 1979 mit ihrem Sohn Donald jr. in die Tschechoslowakei zu reisen

  - dt. Übersetzung von Burghardt Götz: Leben für die Liebe. (Roman), Bastei Lübbe, Bergisch Gladbach 1993, ISBN 978-3-404-12025-3.
- Free to love. Pocket Books, New York 1993, ISBN 0-671-74371-6.
  - dt. Übersetzung von Christine Neumeier: Frei, um zu lieben. (Roman), Bastei Lübbe, Bergisch Gladbach 1994, ISBN 978-3-404-12250-9.
- The best is yet to come. Coping with divorce and enjoying life again. Pocket Books, New York 1995, ISBN 0-671-86569-2.
- Raising Trump. Gallery Books, New York 2017, ISBN 978-1-5011-7728-6.